# Vanité - nature morte
Vanité - nature morte est une œuvre emblématique de Pieter Claesz, un peintre néerlandais du XVIIe siècle spécialisé dans les natures mortes. Cette composition est un exemple typique de la tradition des vanités, un genre de peinture visant à rappeler la fragilité de l'existence humaine et la futilité des biens terrestres.

## Éléments constitutifs et structure de l'œuvre
L'œuvre représente une composition soigneusement agencée comprenant :
- Un crâne humain, symbole de la mortalité et de la fragilité de la vie.
- Une bougie éteinte, représentant le passage du temps et la mort imminente.
- Une montre à gousset ouverte, allusion à la fugacité du temps.
- Des livres empilés, symbolisant le savoir éphémère.
- Des objets en verre, souvent associés à la fragilité.
- Une plume, parfois interprétée comme une référence à l'intellect ou à la créativité.

L'ensemble repose sur une table recouverte d'une nappe sombre, renforçant l'atmosphère austère et méditative.

## Analyse

### Description
L'œuvre "Vanitas Still Life" de Pieter Claesz s'inscrit pleinement dans la tradition des vanités du baroque néerlandais, un genre pictural qui connaît un essor considérable au XVIIe siècle. Elle se caractérise par un réalisme saisissant et une composition minutieusement équilibrée, où chaque élément contribue à la signification globale du tableau.
Pieter Claesz, peintre de Haarlem, s'est imposé comme l'un des maîtres de la nature morte monochrome. Dans les années 1630-1640, il adopte une palette dominée par les gris-bruns, contrastée par des touches de jaune et de blanc, notamment pour représenter des citrons ou l’éclat métallique des pièces d’orfèvrerie. Cette approche confère à ses œuvres une sobriété élégante et une profondeur méditative. Contrairement aux compositions flamandes plus colorées, ses natures mortes privilégient un réalisme austère, en phase avec les valeurs protestantes de l’époque.
L’organisation des objets suit une dynamique diagonale, guidant naturellement le regard du spectateur à travers l’ensemble des éléments. Cette mise en scène n’est pas anodine : elle souligne la notion de temporalité et de transition, notamment grâce à la présence de la montre à gousset et de la bougie éteinte, qui renvoient à l’écoulement irréversible du temps. L’opposition entre les objets solides et durables (livres, crâne) et ceux plus éphémères (flamme de bougie, bulle de savon, fleurs fanées) renforce l’idée d’un contraste entre la permanence et la fugacité de la vie.
Dans cette composition, la lumière joue un rôle fondamental. Une fenêtre invisible éclaire subtilement la scène, créant des jeux de reflets particulièrement visibles sur les objets en verre et les métaux. Le römer, verre à vin traditionnel d’Europe centrale, est un parfait exemple du talent de Claesz à représenter les effets de transparence et les jeux de lumière. L’on y perçoit le reflet du cadre environnant, apportant une touche de réalisme supplémentaire.
Enfin, la disposition des objets évoque la thématique de l’abandon et de l’instant figé. Comme dans plusieurs autres vanités, Pieter Claesz représente des éléments désordonnés, comme une coupe renversée, un citron à demi épluché ou des assiettes décalées. Ce choix pictural suggère une scène interrompue, une table laissée en plan, renforçant l’idée de la fuite du temps et de la finitude humaine.

### Interpretation
L’émotion qui se dégage de "Vanitas Still Life" repose sur une dualité permanente : entre la beauté des objets et la noirceur du message, entre la précision du rendu et l’abstraction de la réflexion qu’il suscite. Ce tableau, bien que dénué de présence humaine, semble pourtant raconter une histoire, celle d’une vie passée, de connaissances accumulées et perdues, d’ambitions réduites à néant face à l’inéluctabilité de la mort.
La Hollande du Siècle d’Or a hissé la nature morte au rang de "grande peinture" en raison de la complexité technique et de la signification cachée derrière chaque élément. Pieter Claesz s’inscrit dans cette tradition en proposant une réflexion visuelle sur l’existence humaine. Contrairement aux portraits ou aux scènes religieuses, qui s’appuient sur des figures humaines pour exprimer leurs messages, les vanités utilisent des objets du quotidien pour évoquer la condition humaine. Le spectateur est invité à méditer sur sa propre destinée à travers la représentation méticuleuse d’éléments simples mais profondément symboliques.
Le crâne, élément central du tableau, agit comme un rappel brutal de la mortalité. Sa présence nous force à nous confronter à notre propre finitude, tout comme les ossements représentés dans de nombreuses vanités. Il n’est pas simplement un accessoire symbolique, mais un véritable interlocuteur silencieux qui impose une méditation sur le passage du temps et l’impermanence de l’existence. Associé aux autres éléments du tableau, il devient un témoin silencieux de la précarité de la condition humaine.
La montre à gousset ouverte est un autre élément clé de la composition : elle évoque l’écoulement inexorable du temps et la rapidité avec laquelle la vie s’efface. Contrairement à un sablier qui suggère une mesure cyclique du temps, la montre mécanique symbolise une avancée linéaire, sans retour possible. Cette idée est renforcée par la bougie éteinte, qui marque la fin d’une existence, un point final irrémédiable.
D’un point de vue émotionnel, le tableau suscite une tension entre l’admiration pour la beauté et la minutie du travail pictural, et l’angoisse existentielle qu’il inspire. Chaque élément est chargé de sens et pousse à l’introspection. Le spectateur est confronté à ses propres peurs et questionnements : Quelle est la valeur du savoir, si tout est voué à disparaître ? Nos possessions matérielles ont-elles un sens face à la mort ? Ce sentiment d’oscillation entre fascination et malaise est typique des vanités du XVIIe siècle.
Enfin, il est intéressant de noter la manière dont Pieter Claesz joue avec les reflets et la transparence. Le verre et les surfaces métalliques sont autant de jeux de lumière qui introduisent une dimension immatérielle dans un univers dominé par la pesanteur des objets. Cela crée un effet de contraste entre ce qui est tangible et ce qui ne l’est pas, entre la matière et l’illusion, renforçant ainsi la portée philosophique de l’œuvre.
En somme, "Vanitas Still Life" ne se contente pas de présenter une collection d’objets, il invite le spectateur à une réflexion profonde sur sa propre existence. À travers une composition soigneusement étudiée et une mise en lumière dramatique, Pieter Claesz nous propose une méditation visuelle sur le temps, la mort et la vanité des ambitions humaines. Chaque détail, chaque texture et chaque contraste participent à cette expérience contemplative qui, loin d’être purement esthétique, engage une réflexion existentielle universelle.

## Contexte historique
Pieter Claesz, un maître de la nature morte de l'âge d'or néerlandais, a vécu entre 1597 et 1660, une période de bouleversements sociaux, politiques et économiques majeurs. L'âge d'or néerlandais est marqué par une prospérité sans précédent, notamment grâce au commerce, à l'exploration et à l'innovation.
Les Provinces-Unies, dont faisait partie les Pays-Bas actuels, sont devenues une puissance maritime mondiale, contrôlant les routes commerciales et coloniales. Amsterdam s'est transformée en un centre névralgique de commerce international, attirant marchands, artistes et intellectuels du monde entier.
C'est également une période de conflits religieux et politiques. La Guerre de Trente Ans (1618-1648) a affecté l'ensemble de l'Europe, y compris les Pays-Bas, bien que les Provinces-Unies aient réussi à maintenir une certaine stabilité et indépendance par rapport à la couronne espagnole. La tolérance religieuse relative aux Pays-Bas a permis un afflux de réfugiés religieux, contribuant à la diversité culturelle et intellectuelle.
Sur le plan artistique, cette époque voit une explosion de créativité et d'innovation. Les artistes néerlandais ont exploré des thèmes variés, de la vie quotidienne aux natures mortes, en passant par les paysages et les portraits. Pieter Claesz, en particulier, est reconnu pour ses natures mortes raffinées, souvent composées de tables dressées avec des objets de la vie quotidienne. Son travail reflète non seulement le goût de l'époque pour les compositions visuelles élégantes, mais aussi une certaine philosophie de la vanité, rappelant la fugacité de la vie.
Le marché de l'art était également en plein essor. Les peintres ont commencé à produire des œuvres pour une classe moyenne émergente, marquée par un certain goût pour la collection et la décoration domestique. Cette demande a permis à des artistes comme Claesz de prospérer.
Ainsi, Pieter Claesz a vécu dans une période de richesse, d'innovation et de conflits, qui a profondément influencé son art et sa vision du monde.

## Symbolisme
Chaque élément de l'œuvre porte une signification symbolique.
- Le crâne : Un memento mori, rappelant la mortalité universelle. Le crâne, en tant que symbole central de cette œuvre, reflète la certitude inévitable de la mort. Dans la tradition des vanités, il ne s'agit pas seulement d'un rappel macabre, mais aussi d'une invitation à considérer la vie avec sagesse et humilité. La précision avec laquelle le crâne est peint suggère une étude anatomique approfondie, ce qui confère à l'image une puissance réaliste et presque tactile. Le crâne, en tant qu'objet immobile et intemporel, devient un témoin silencieux des vies passées.

- Les livres : La connaissance humaine, périssable comme le reste. Les livres représentent le savoir accumulé, les récits et les idées qui traversent les âges, mais qui, finalement, se fanent avec le temps. Les pages jaunies et les couvertures abîmées sont autant de métaphores visuelles de l'érosion inévitable du savoir face au passage du temps. Pourtant, ces livres, bien qu'usés, conservent une dignité et une importance intrinsèque, symbolisant le désir humain de laisser une trace, aussi fugace soit-elle.

- La montre : Le temps, intangible et irrécupérable. La montre à gousset, avec ses détails minutieux, est à la fois un chef-d'œuvre d'ingéniosité humaine et un rappel cruel que même les plus grandes réalisations technologiques ne peuvent suspendre l'écoulement du temps. L'horloge, arrêtée ou marquant une heure précise, invite le spectateur à réfléchir sur sa propre mortalité et l'urgence de vivre pleinement.

- La bougie éteinte : La fragilité de la vie. La bougie éteinte, avec sa cire fondue et son absence de flamme, est une métaphore poignante de la vie qui s'estompe. La lumière qu'elle émettait, aussi brillante qu'elle ait pu être, est maintenant éteinte, laissant une trace tangible de son passage mais soulignant l'irrévocabilité de sa disparition.

## Héritage
Vanitas Still Life de Pieter Claesz reste une référence majeure pour les amateurs et les historiens de l'art. Le genre des vanités continue d'inspirer les artistes contemporains, qui explorent des thèmes similaires à travers des médiums modernes.
L'œuvre est également étudiée dans le cadre des discussions sur la relation entre l'art et la philosophie, notamment pour sa capacité à matérialiser des concepts abstraits tels que le temps et la mortalité.